# Mateo Vodopich
Mateo Vodopich (Dubrovnik, 1716 - Cartagena, 1787) fue un ingeniero militar raguseo.

## Biografía
Luego de enrolarse en el ejército de la emperatriz Isabel I de Rusia y de haber tomado parte en la batalla de Velletri en 1744, durante la Guerra de Sucesión Austriaca, llegó a España junto al Marqués de Esquilache. Su trabajo se desarrolló fundamentalmente en la ciudad de Cartagena (España), a la que llegó en 1749 como coronel ingeniero, trabajando bajo las órdenes del director de obras del Arsenal de Cartagena, Sebastián Feringán. Junto con Feringán colaboró en la fortificación de la ciudad, especialmente en las obras de la murallas de Carlos III.
El 25 de febrero de 1758, le fue otorgado por el Senado de la República de Ragusa el título nobiliario de señor de Ston. En 1762 se hizo cargo de la dirección de las obras del Arsenal de Cartagena sustituyendo a Sebastián Feringán.
En 1765, el Conde de Aranda encomendó a Vodopich la traza de la nueva ciudad de Águilas extendiéndo la ciudad entre dos bahías al abrigo del Castillo de San Juan de las Águilas recién terminado por su antecesor Sebastián Feringán. Vodopich plantea una ciudad abierta, sin murallas, con una trama en forma de malla en torno a una plaza cuadrada.
En la ciudad de Cartagena terminó de construir el Arsenal Militar en 1782 y proyectó y dirigió obras civiles en la plaza y costa hasta su fallecimiento en 1787. Asimismo, es autor del proyecto de construcción del anfiteatro de autopsias del Real Hospital, Parque de Artillería y de un plan de desecación de El Almarjal, una laguna situada al norte del casco antiguo de la ciudad. Realizó la dirección de las obras del castillo de los Moros entre 1773 y 1778.